# Частота кадрів
Частота кадрів, або кадрова частота — це частота (швидкість), з якою пристрій формування зображення відображає послідовні зображення, що називаються кадрами. Термін застосовується до кіно- і відео- камер, комп'ютерної графіки, і систем захоплення руху. Термін вперше використаний фотографом Едвардом Майбріджем, який здійснював експерименти з хронографічної зйомки рухомих об'єктів послідовно декількома фотокамерами. Частота кадрів зазвичай задається в кадрах за секунду (англ. frames per second, FPS).

## Частота кадрів і людський зір
Чутливість і здатність розрізнення часу людського зору буває різною в залежності від типу і характеристик зорових стимулів, і відрізняється між окремими людьми. Зоровий аналізатор людини може сприймати 1000 окремих зображень на секунду, але для нетренованого людського ока частота стає непомітною від 150—240 кадрів, де рух виглядає реалістичним. Переривчасте світіння (яке мають комп'ютерні дисплеї) сприймається як стале зображення більшістю людей, що брали участь у дослідженнях, починаючи з частоти 50 Гц до 90 Гц. Таке сприйняття блимаючого світла як сталого відоме як поріг злиття миготіння. Однак коли переривчасте світло неоднорідне і містить стале зображення, поріг злиття миготіння може бути набагато більшим. Що стосується розпізнавання образів, були зареєстровані факти коли люди розпізнавали конкретні зображення в непов'язаних послідовностях образів, показ кожного з яких тривав лише 13 мілісекунд. При дуже коротких зорових стимулах, які тривають від 100 мс до 400 мс, виникає таке явище сприйняття, як інерція зору. Множина дуже коротких стимулів іноді сприймаються як єдиний стимул, наприклад спалах зеленого світла довжиною в 10 мс, за яким без паузи слідує спалах червоного світла в 10 мс сприймається як єдиний спалах жовтого світла.

## Кіно

### Німе кіно
Перше німе кіно починали виробляти із частотою кадрів у діапазоні від 16 до 24 кадрів на секунду, але оскільки камери були ручними, частота часто змінювалась під час сцени, щоб відповідати настрою. Кіномеханіки під час показу в театрах також могли змінювати частоту кадрів, регулюючи швидкість обертання електродвигуна механізму подавання плівки кінопроєктора (наприклад, змінюючи напругу на двигуні). Німе кіно часто показували на більшій швидкості, ніж воно було зняте. Цих частот передавання кадрів було досить для відчуття руху, але як плавний рух зображення не сприймалося. При використанні проєкторів із подвійними й потрійними шторками в обтюраторі кожен кадр показувався відповідно двічі або тричі, що не так втомлювало очі глядачів. Томас Едісон стверджував що частота 46 кадрів на секунду була мінімумом, що необхідний для зорової кори: «Усе, що є повільнішим, напружуватиме очі». Від середини 1920-х років частота кадрів у німому кіно була збільшена до приблизно від 20 до 26 на секунду.

### Звукове кіно
Після появи звукового кіно в 1926 році зміна швидкості плівки стала заважати при перегляді, оскільки слух людини добре відчуває зміну звукової частоти. Багато кінотеатрів показували фільми з частотою кадрів від 22 до 26 кадр/с, тому частота 24 кадр/с була обрана для звуку. З 1927 по 1930 роки, оскільки багато студій оновили своє обладнання, частота 24 кадри на секунду стала стандартом для 35-мм звукової плівки. При частоті 24 кадр/с полівка проходить через проєктор зі швидкістю 456 мм на секунду. Це дало проєкторам із затвором із подвійними шторками змогу відтворювати послідовність зображень при проєкції на швидкості 48 зображень на секунду, і це задовольняло рекомендаціям Томаса Едісона. Багато сучасніших кінопроєкторів для 35 мм плівки використовують тришторкові затвори і видають 72 зображення на секунду — кожен кадр засвічується на екрані тричі.

## Цифрові стандарти відео та телебачення
Існують три основні стандартні частоти кадрів у телебаченні і цифровому кіно: 24p, 25p, і 30p. Однак серед них існує багато варіацій[яких?], а також виникають нові стандарти[які?]. Частота кадрів за секунду часто виражається в герцах (1 Гц = 1 кадр/с).